# 柯莫德熊
柯莫德熊（學名：Ursus americanus kermodei）是美洲黑熊的一個亞種，分佈在加拿大不列顛哥倫比亞的中部沿海一帶，以一身如鬼魂般的白色被毛著稱，因此又俗稱靈熊（Spirit Bear）、鬼熊（Ghost Bear）或白靈熊，在當地的印第安神話中有重要的地位。而「柯莫德熊」之名則取自一位研究此物種的加拿大人法蘭西斯·柯莫德（Francis Kermode），由他的同僚、動物學家威廉·坦普尔·霍纳迪命名。
柯莫德熊的白色体毛不是因為白化症，在血緣上也接近美洲黑熊而非北極熊。其白色体毛是由於該物種基因池所特有的隱性基因所造成。

## 延伸閱讀
- 白虎
- 雪虎
- 金虎
- 黑虎（英语：Black tiger）
- 白狮
- 黑豹
- 白豹（英语：White panther）
- 王獵豹